# Bo Hammar
Bo Lennart Hammar, född 9 februari 1941 i Västra Skrävlinge församling i Malmö, död 5 december 2016 i Högalids distrikt i Stockholm, var en svensk politiker och journalist.
Hammar studerade statsvetenskap vid Stockholms universitet 1961–1964, var chefredaktör på Tidsignal 1965–1970, redaktionssekreterare på Ny Dag 1971–1977 samt internationell sekreterare och partisekreterare för Vänsterpartiet kommunisterna 1978–1985. Han var riksdagsledamot för nämnda parti och ledamot av konstitutionsutskottet 1985–1991 samt ledamot av talmanskonferensen 1988–1991. Han var senare verksam som journalist och författare.
Hammar höll ett inledningstal vid ett partistyrelsemöte i juni 1977, där han underströk "kontinuitetsfaktorn och sammanhållningen inom den världskommunistiska rörelsen." Hammar citerade där en passus från 1975 års kongress:
"Det finns viktiga och avgörande gemensamma ståndpunkter mellan de kommunistiska partierna. Dessa gemensamma ståndpunkter grundas på marxismen-leninismen. Däri ligger förutsättningen för ett skapande samarbete mellan partierna, inte minst i form av ett åsikts- och meningsutbyte, där olika utgångslägen och förhållanden bidrar till att frågor får en allsidig belysning... VPK vill ytterligare utveckla och fördjupa samarbetet och aktionsgemenskapen mellan alla kommunistiska partier och progressiva rörelser."
Hammar lämnade senare Vänsterpartiet 1991.
Han var son till butiksföreståndaren Harry Hammar och Dagny Hammar, född Palmquist. Han var under en period sammanboende med journalisten Gunnel Granlid. Deras son, född 1968, fick namnet Tet efter det vietnamesiska nyåret och den stora FNL-offensiven i Sydvietnam. År 1990–1999 var han gift med Ylva Johansson och de fick tvillingar 1994. En kusin till honom är Lars Hammar, far till tv-profilen Filip Hammar.